# Огъст (порнографска актриса)
Огъст (на английски: August), популярна и като Огъст Найт (August Night), е американска порнографска актриса, родена на 13 септември 1981 г. в град Окснард, щата Калифорния, САЩ.

## Награди и номинации
- 2008: Номинация за AVN награда за най-добра поддържаща актриса (видео) – „Супернатурално“.[3]